# Werdenberg
Werdenberg est une localité suisse du canton de Saint-Gall, située sur la commune de Grabs (circonscription électorale de Werdenberg).

## Particularité

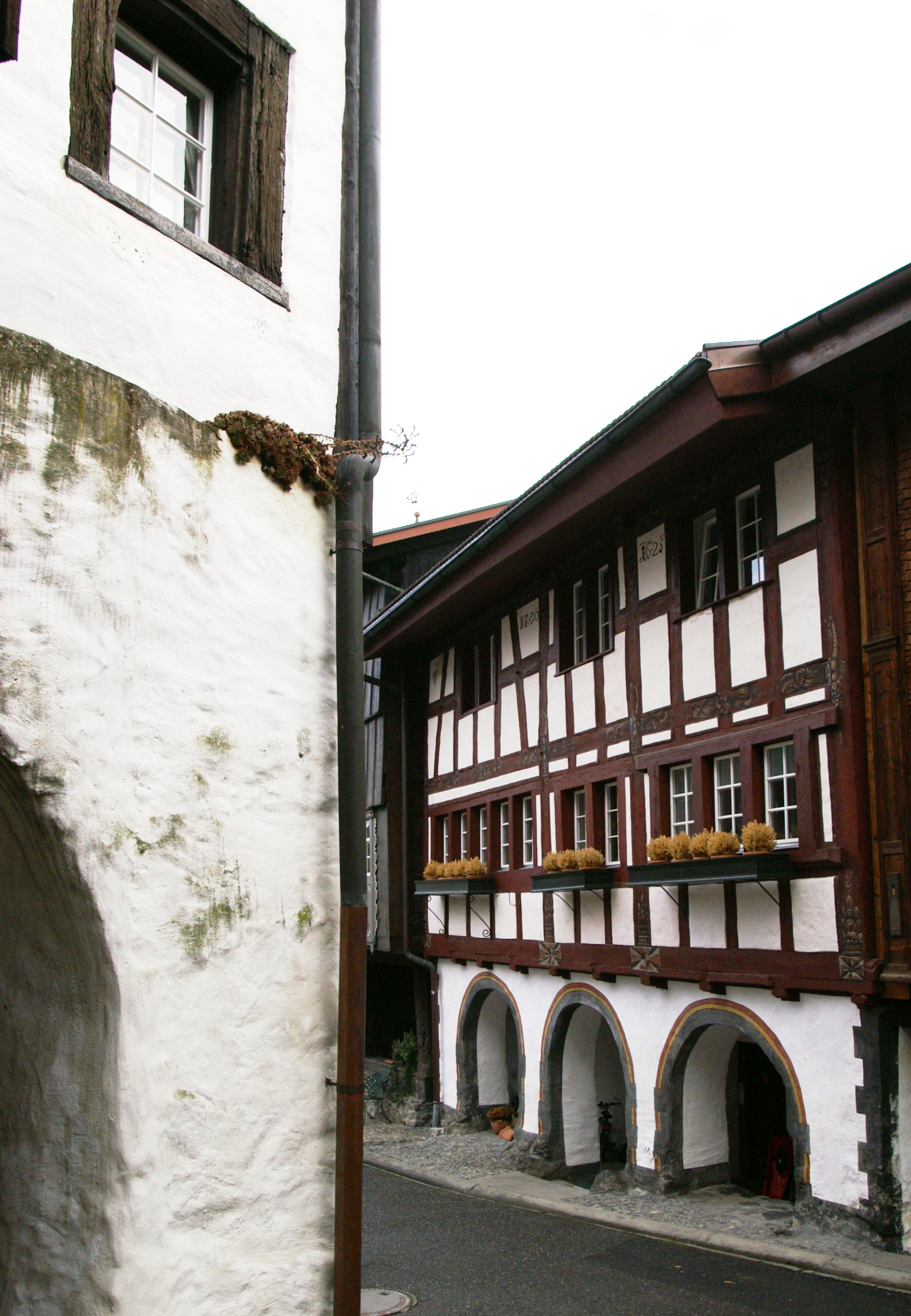
Maison à colombages et arcades à Werdenberg.

Vue aérienne de 300 m par Walter Mittelholzer (1922).

Cette localité médiévale d'environ 40 maisons de bois possède le statut de ville, ce bourg ayant obtenu le droit médiéval de marché, attesté depuis 1289.
Le château de Werdenberg domine le bourg.